# Oost-Vlaamse Roeiliga

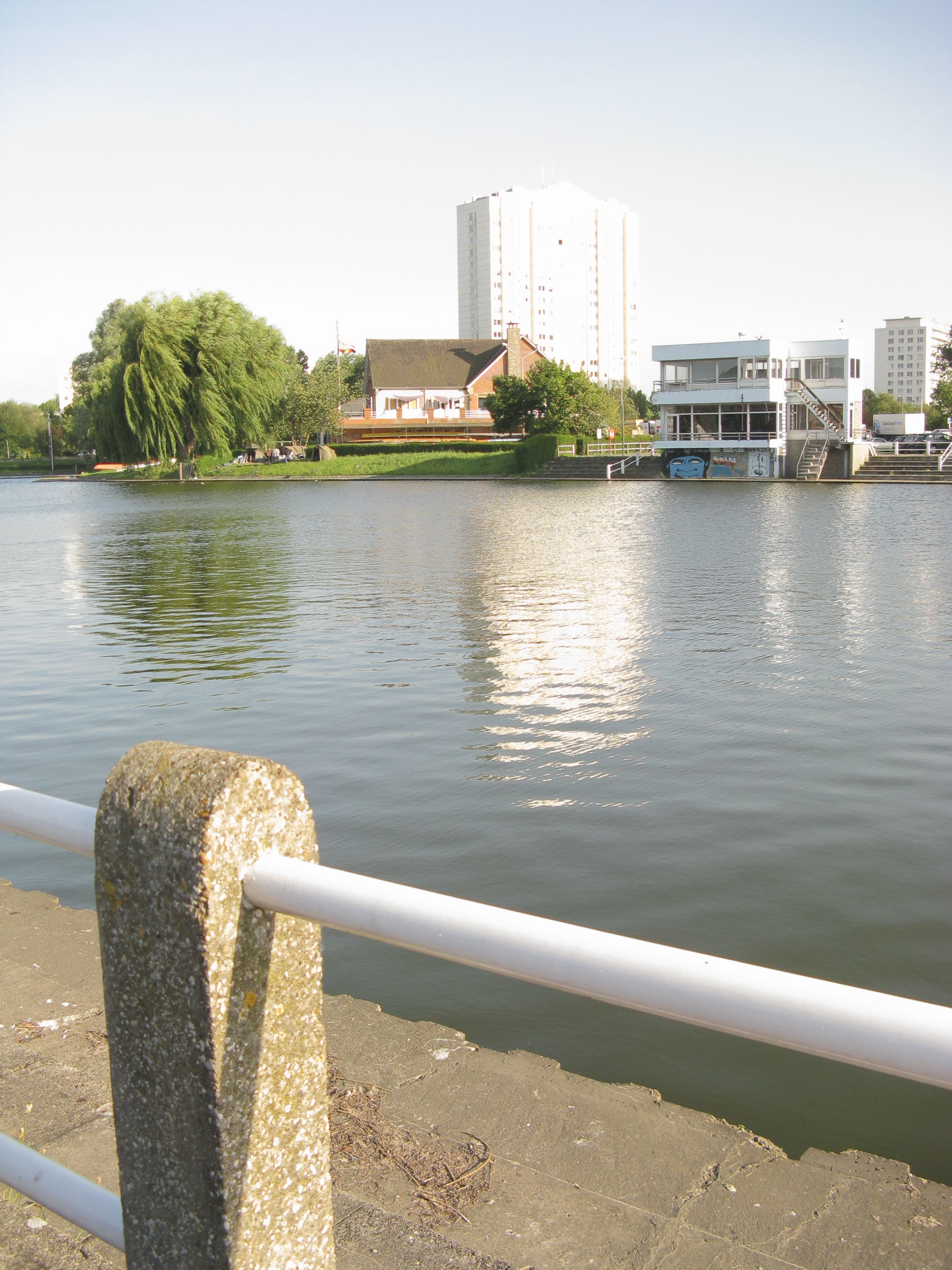
Clubhuis aan de aankomstzone van de Watersportbaan

De Oost-Vlaamse Roeiliga is lid van de Vlaamse Roeiliga en van de Koninklijke Belgische Roeibond, die stichtend lid is van World Rowing (voorheen FISA).

## Samenwerken
Deze vereniging zonder winstoogmerk van plaatselijke roeiverenigingen in het Belgische Gent is een samenwerkingsverbond tussen 5 roeiverenigingen in de provincie Oost-Vlaanderen. Ooit waren er roeiclubs in de steden Dendermonde,Geraardsbergen en Lokeren. Vandaag is er naast de clubs rond de Watersportbaan van Gent ook een club actief op de Boven Zeeschelde. Met zijn botenloods te Wichelen en activiteiten op de Schelde en op Nieuwdonk.

## Uitbreiden
Deze Liga deed samen met de Provincie Oost-Vlaanderen inspanningen om de activiteiten uit te breiden naar andere locaties. Zo was er een aanzet in die zin in de steden Sint-Niklaas, Lokeren en Oudenaarde.
In het begin van de 21ste eeuw werd er in de buurt van Oudenaarde, tussen de historisch rivaliserende dorpen Ename en Eine jaarlijks het roeisportduel Ename-Eine uitgevochten. Dit ging door op de Schelde, vlak bij de brug over die rivier tussen de tweede dorpen. Deze teams oefenden gedurende het voorjaar op de Watersportbaan te Gent.
In 2023 werd een nieuwe club opgericht op de Schelde te Wichelen.

## Clubs

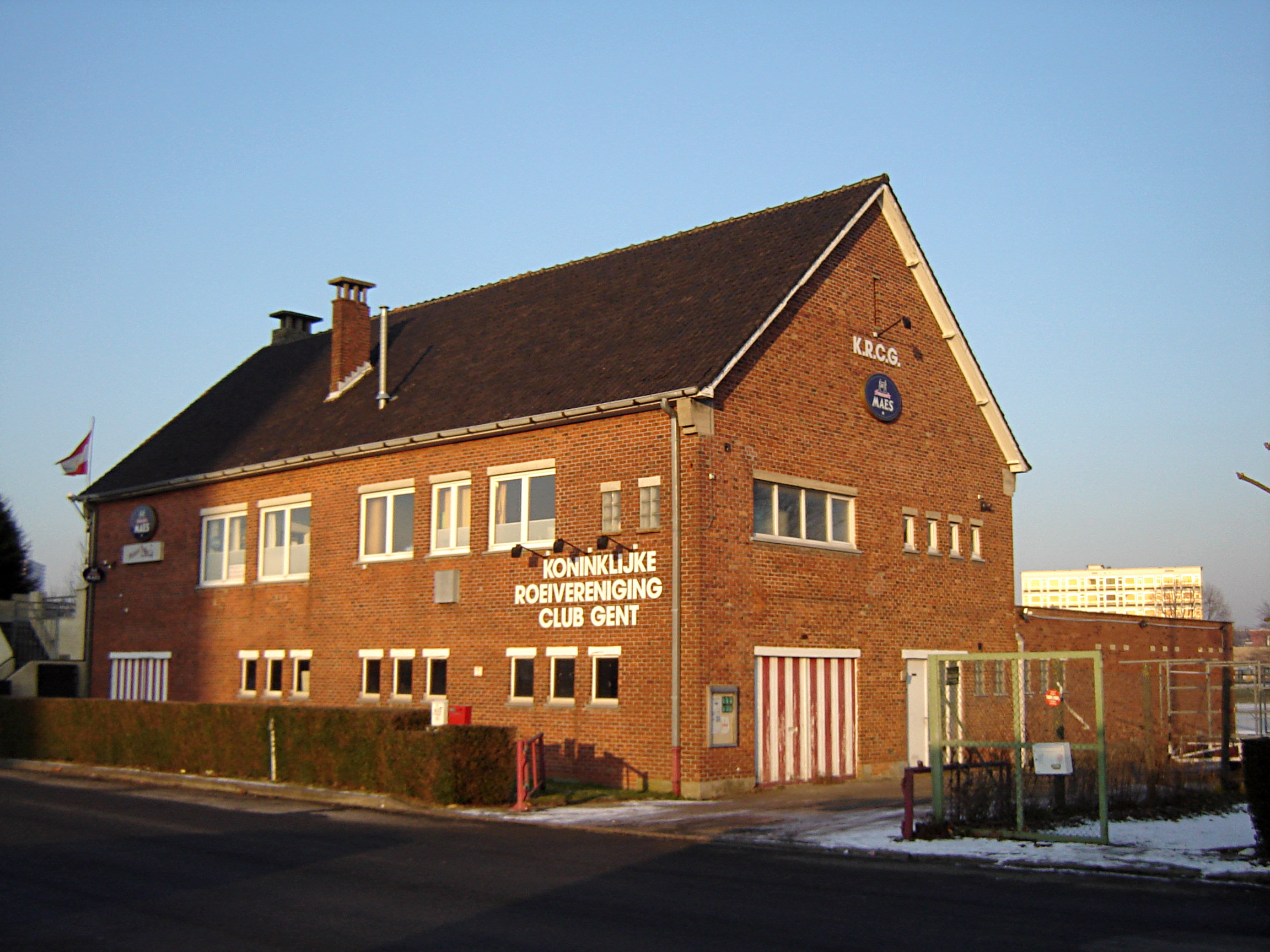
Gebouw KRC Gent

De aangesloten clubs zijn de Koninklijke Roeivereniging Sport Gent, de Koninklijke Roeivereniging Club Gent, de Gentse Roei- en Sportvereniging, de Vereniging Veteranen Roeiers, waarvan StudentenRoeien Gent tot 2010 deel van heeft uitgemaakt. In 2023 werd Roeiteam Scheldeland opgericht te Wichelen, langs de Zeeschelde. 
Roei(st)ers die hier le(e)r(d)en roeien en hun loopbaan uitbouw(d)en zijn Tim Brys die bijna brons behaalde op de O.S. Parijs 2024, wereldkampioene lichtgewicht 2014 Eveline Peleman, meervoudig vice-wereldkampioene Rita Defauw, Olympiërs Jaak Van Driessche en Bart Poelvoorde en vice-Europees kampioene Annick De Decker.

## Sportieve prestaties
Op het Nationaal Kampioenschap lange boten in het Gewestdomein Hazewinkel, worden nogal wat nationale titels gewonnen door clubs die lid zijn van de Oost-Vlaamse Roeiliga.
De allereerste deelnames aan het NOOC Openingstoernooi van het Nederlands Studentencompetitie - roeiseizoen op de Watersportbaan Tilburg werden in maart 2009 en maart 2010 waargemaakt door het Oost-Vlaamse StudentenRoeien Gent.

## Regatta, rivierenhoofd en tochten

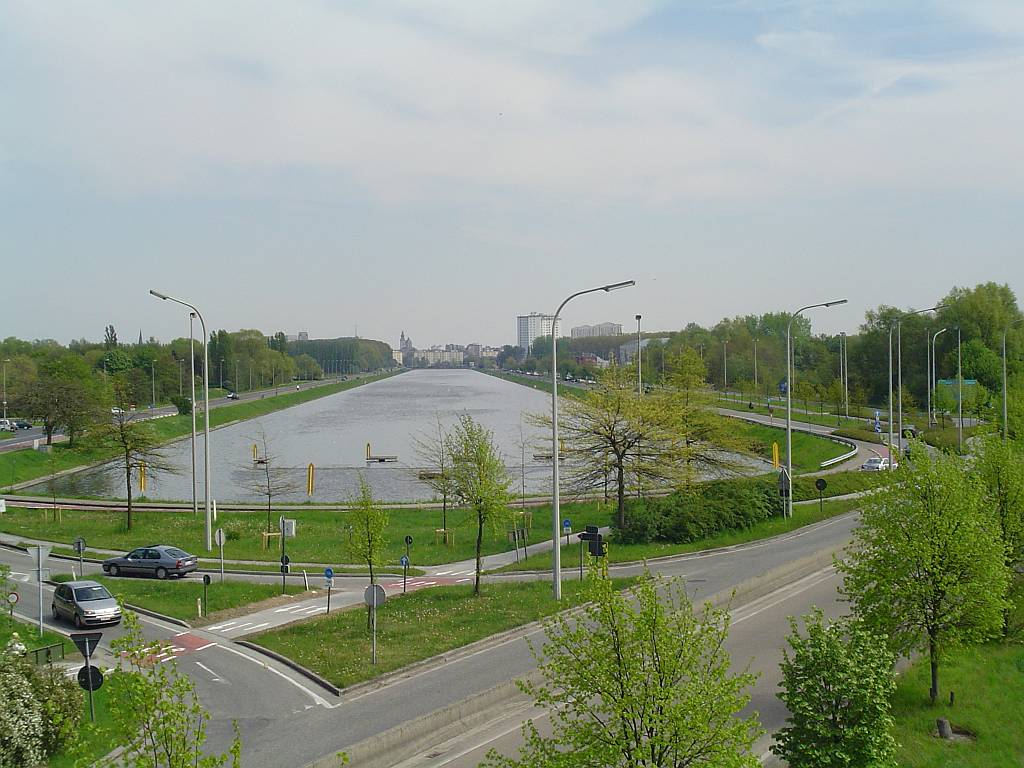
De Watersportbaan in Gent

Deze samenwerking is medeverantwoordelijk voor 3 Internationale Roei-regatta, zijnde de Internationale Regatta van Sport Gent, internationaal Ghent May Regatta genaamd en tevens Internationaal Open Kampioenschap van België is de grootste, de Springregatta van april (de vroegere koppeldag van de Grs) en de kleine, maar oudste Internationale Regatta KRCG, die in samenwerking met de Koninklijke Belgische Roeibond allen op de Stedelijke Watersportbaan van Gent doorgaan.
In 2008 werd ook medewerking verleend aan de Ghent Student Regatta in samenwerking met Universiteit Gent en zijn oud - rector magnificus Paul Van Cauwenberge en de dienst Sport van het Stadsbestuur van Gent. Er is ook een Keizer Karel Cup, een zogenaamd - rivierenhoofd met handicap - in diverse boottypes en categorieën van jong naar oud door elkaar, die doorgaat op het Kanaal Gent-Brugge. Er zijn 4 recreatieve roeitochten waaronder de alom bekende Doortocht van Gent via Graslei en Portus Ganda en door de oude Haven van Gent en de Roeitocht Deinze-Gent van de Koninklijke Roeivereniging Sport Gent Er zijn verder ook nog de Golden River Roeitocht, via het schildersdorp Sint Martens Latem en is de oudste in zijn soort. Sinds 2024 is er Flanders Tideway, door het Nationaal Park Scheldevallei. Die heeft een voorjaars - en najaarseditie. De informele versie gaat door tussen Moerzeke en Wetteren. FLANDERS TIDEWAY XL is gepland tussen Temse en Wintam vanaf 2026. 

## Traditie en historiek
Gentse clubroeiers - en een roeister wonnen gedurende de 20ste eeuw van 1900 tot 2001 drie zilveren olympische medailles, drie keer zilver en een keer brons op de wereldkampioenschappen en niet minder dan vijf keer goud op topwedstrijden. Guillaume Visser en Eveline Peleman wonnen de Grand Challenge Cup de Diamond Challenge Sculls en de Thames Challenge Cup op de legendarische Henley Royal Regatta of het Wereldkampioenschappen roeien 2014

## Meetings en voorzitters
De bijeenkomsten gaan alternerend door in de respectievelijke clublokalen en ook de voorzitters van deze 'Oost-Vlaamse' wisselen af volgens een vaste beurtrol.